# Marquesado de Cartellá de Sabastida
El Marquesado de Cartellá de Sabastida es un título nobiliario español creado por el archiduque Carlos de Austria (reconocido por los austracistas y los países de la Gran Alianza de La Haya como rey Carlos III de España) el 26 de abril de 1707 a favor de José-Galcerán de Cartellá de Sabastida, de Ardena-Darnius y Erill Desplá.
El primer marqués fue Virrey y Capitán General del Reino de Mallorca, Embajador en la Corte, grande de España, Protector-Presidente del Real Cuerpo de la Nobleza de Cataluña, Barón de Albi, de Cerviá, de Rubió, de Falgons, y de Granollers de Rocacorba.
El título fue rehabilitado en 1982, con la actual denominación, a favor de Alfonso de Montoliu y de Carrasco, II marqués de Cartellá de Sabastida.

## Armas
«Escudo partido: 1º, cuartelado: 1º y 4º, en campo de plata, un león rampante de gules, armado y coronado, de oro, y 2º y 3º, en campo de oro una banda, de sable, acompañada de ocho crucetas, de gules, y puestas en orla.. 2º, en campo de gules, tres billetes o cartelas de plata, con la leyenda en azur: "Ave Maria" en la primera, "Gratia Plena" en la segunda, "Dominus Tecum" en la tercera.»

## Marqueses de Cartellá de Sabastida
|                                                    | Titular                                                                  | Periodo                                            |
| Creado en 1707 por el archiduque Carlos de Austria | Creado en 1707 por el archiduque Carlos de Austria                       | Creado en 1707 por el archiduque Carlos de Austria |
| -------------------------------------------------- | ------------------------------------------------------------------------ | -------------------------------------------------- |
| I                                                  | José-Galcerán de Cartellá de Sabastida, de Ardena-Darnius y Erill Desplá | 1707-1725                                          |
| Rehabilitado en 1982 por el rey Juan Carlos I      |                                                                          |                                                    |
| II                                                 | Alfonso de Montoliu y de Carrasco                                        | 1982-2019                                          |
| III                                                |                                                                          |                                                    |

## Historia de los marqueses de Cartellá de Sabastida
- José-Galcerán de Cartellá de Sabastida, de Ardena-Darnius y Erill Desplá (1651-1725), I marqués de Cartellá, Virrey y Capitán General del Reino de Mallorca, Embajador en la Corte, grande de España, Protector-Presidente del Real Cuerpo de la Nobleza de Cataluña, barón de Albi, de Cerviá, de Rubió, de Falgons, y de Granollers de Rocacorba.[1]

Rehabilitado en 1982, con la actual denominación, a favor de:
- Alfonso de Montoliu y de Carrasco (n.1932-2019),[6] II marqués de Cartellá de Sabastida, Caballero de la Soberana Orden Militar de Malta, del Real Cuerpo de Nobleza de Cataluña, y del Real Estamento Militar del Principado de Gerona. Economista.

Hermano del XXXII barón de Albi.
1. Casó en 1964 con Pilar de Zunzunegui y Redonet (?-2001), Dama de Honor y Devoción de la Soberana Orden Militar de Malta.